# Ixora gigantea
Ixora gigantea är en måreväxtart som beskrevs av Karl Rechinger. Ixora gigantea ingår i släktet Ixora och familjen måreväxter. Inga underarter finns listade i Catalogue of Life.